# Trần Minh Tiết
Trần Minh Tiết  (1918 - 1990), là một nhà sử học Việt Nam, và là nhà nghiên cứu chuyên viết về châu Á. Theo Từ điển nhân vật lịch sử Việt Nam, thì chính nhờ các tác phẩm của ông mà các dân tộc trong cộng đồng Pháp ngữ có điều kiện hiểu thấu đáo về châu Á, nhất là Việt Nam .

## Tiểu sử
Trần Minh Tiết sinh ngày 19 tháng 12 năm 1918 tại thôn Cam Lộ, tổng Cam Vũ, huyện Cam Lộ; nay thuộc thị xã Đông Hà, tỉnh Quảng Trị.
Ông là con trai thứ của ông Trần Minh Cầu và bà Nguyễn Thị Trà. Đây là một gia đình nghèo, đông con (9 người).
Thuở nhỏ, ông học ở Quảng Trị. Sau vào Huế, học trường Pellerin . Ông thông minh, học giỏi.
Năm 1951, ông cho xuất bản cuốn Lịch sử chiến tranh trận thế giới đại chiến lần thứ 2. Đây là tác phẩm dịch từ quyển Histoire Militaire de la Seconde Guerre mondialei của Trung tướng L. M. Chassin, khi ấy đang là Tổng tư lệnh không quân Pháp ở Viễn Đông.
Năm 1954, ông rời Huế sang định cư tại Paris (Pháp). Ở nơi ấy, ông viết văn và viết báo, rồi trở thành cây bút chính của tờ Cahier de l’Asie Sud Est do Bác sĩ Hoàng Văn Đức sáng lập ở Sài Gòn. Đây là tờ báo có uy tín lớn đối với các nhà trí thức Việt Nam và Pháp .
Sau đó, ông được các nhà văn Pháp tiến cử và trở thành Hội viên Viện Hàn lâm Khoa học Hải ngoại của Pháp từ những năm 60 của thế kỷ 20 .
Ngày 18 tháng 12 năm 1971, tại trụ sở của Viện Hàn lâm Pháp, ông được Haute Académie Internationale de Lutèce trao bằng tưởng lục với huy chương vàng . Ngoài ra, ông còn được Đông phương Bác học Viện Quốc gia Brasil trao bằng Tiến sĩ danh dự .
Nhà nghiên cứu Trần Minh Tiết mất ngày 27 tháng 2 năm 1990 tại Paris, hưởng thọ 72 tuổi.

## Tác phẩm
Tiến sĩ Trần Minh Tiết đã để lại hàng chục tác phẩm, đáng chú ý có:

### Tiếng Việt
- Lịch sử chiến tranh trận thế giới đại chiến lần thứ 2 (dịch của Trung tướng Chassin). Xuất bản ở Sài Gòn, 1951 [8].
- Chủ nghĩa nhân bản xã hội - Tuyên ngôn về Quyền và Nhiệm vụ của con người và xã hội. Nhân xã xuất bản, Paris, năm 1958.
- Kiến tạo hòa bình và công lý cho Việt Nam. Minh Đức xuất bản, Sài Gòn, 1960.
- Tiếng nói của Phong trào Liên bang Đông Nam Á. Nhân xã xuất bản, Paris, năm 1961.
- Tìm hiểu người Nhật để biết rõ những nhược điểm của ta. Nouvelles éditions Latines xuất bản, Paris, 1964.
- Thường thức chính thuyết Quốc gia và liên bang của phong trào Liên bang Đông Nam Á. Nhân xã xuất bản, Paris, năm ?.

### Tiếng Pháp
- L’ Asie et la paix mondiale (Châu Á và nền hòa bình thế giới). Nouvelles éditions Latines xuất bản,ở Paris, 1958 [9].
- Histoire des persécutions au Viet Nam (Lịch sử các cuộc ngược đãi giáo đồ Kitô giáo ở Việt Nam). Nouvelles éditions Latines xuất bản, Paris, 1959. Sách từng được giải thưởng của Viện Hàn lâm Pháp, được in lại cả thảy 15 lần [10].
- Pourquoi un Bureau Asiatique des Nations Unies (Tại sao phải thành lập một phòng Á châu ở Liên Hợp Quốc). Nouvelles éditions Latines xuất bản, 1959.
- Une Fédération des Pays de l’ Asie du Sud Est dans une Grande Entente Asiatique (Một liên bang Đông Nam Á trong một Đại liên minh Á châu). Nouvelles éditions Latines xuất bản, Paris, 1965.
- Un canal dans l’Isthme de Kraet un canal Mékong – Océan Pacifique par Savanakhet – Đông Hà – Cửa Việt (Một con kênh cắt eo đất Kra và một con kênh nối sông Cửu Long từ Savanakhet qua Đông Hà – Cửa Việt). Nouvelles éditions Latines xuất bản, Paris, 1966.
- La Sibérie détachée de l’ URSS et décommunisée, centre de peuplement et d’imigratton mondiale, facteur d’equilibre et de la paix (Tây Bá Lợi Á tách ra khỏi Nga và "giải cộng", thành một trung tâm di thực và di trú, yếu tố quân bình và hòa bình). Nouvelles éditions Latines xuất bản, Paris, 1968.
- La Paix mondiale grâce à l’Asie (Nhờ châu Á mà tạo được nền hòa bình thế giới). Nouvelles éditions Latines xuất bản, Paris, 1969.
- L’agression sino-communiste des iles Paracels Vietnammienes, la guerre pour la paix (Cuộc xâm lược của Trung Hoa cộng sản vào quần đảo Hoàng Sa của Việt Nam). Nouvelles éditions Latines xuất bản, Paris, 1975.

Và một số bài viết đăng trên các báo ở Sài Gòn và Paris.

## Sách tham khảo
- Nguyễn Q. Thắng và Nguyễn Bá Thế, Từ điển nhân vật lịch sử Việt Nam, mục từ "Trần Minh Triết". Nhà Xuất bản Tổng hợp Thành phố Hồ Chí Minh, 2006.
- Nguyễn Q. Thắng, "Trần Minh Tiết, tiếng nói châu Á", in trong Hương gió phương Nam. Nhà xuất bản Văn học, 2011.